# Jan Cornelis Reijnst
Jan Cornelis Reijnst (ook wel Joan Cornelis Reynst) (Larenstein bij Velp, 23 januari 1798 - Den Haag, 11 oktober 1871) was een Nederlands koloniaal ambtenaar die, na een carrière in de centrale administratie in Nederlands-Indië en als resident op Sumatra, zijn loopbaan afsloot als vicepresident van de Raad van Indië.
In de jaren 1844-1845 bekleedde Reijnst de functie van waarnemend gouverneur-generaal van Nederlands-Indië.

## Levensloop

### Jeugd
Reijnst was een lid van de regentenfamilie Reijnst. Hij was het vierde kind van Pieter Hendrik Reijnst, (later burgemeester van Arnhem) en Susanna Ignatia Radermacher.
Tot het voorgeslacht van Reijnst behoorden onder anderen een eerdere gouverneur-generaal van Nederlands-Indië, Gerard Reynst, en leden van de Amsterdamse regentenfamilie Bicker.

### Koloniale carrière
Na enige tijd als fourier bij de vrijwillige jagers van Gelderland te hebben gediend (1813-1815) vertrok Jan Cornelis als ambtenaar der vijfde klasse samen met zijn vader naar Nederlands-Indië.
In Batavia aangekomen (1816) werkte hij achtereenvolgens als klerk en commies bij de Algemene Rekenkamer van Nederlands-Indië, secretaris te Cheribon (1817), secretaris van de hoofd-inspecteur van financiën te Batavia en in 1819, al op 21-jarige leeftijd, als waarnemend resident van Sambas op Borneo.
In 1822 was Reijnst weer terug in Batavia waar hij werkte als secretaris en adjunct van de directie van inkomende en uitgaande rechten (douane).
Van 1823 tot 1826 was Reijnst resident van Palembang op Sumatra.
In 1826 volgde zijn benoeming tot directeur van 's lands producten en civiele magazijnen.
Deze hoge positie combineerde hij vanaf 1827 met de functie van waarnemend algemeen secretaris en vanaf 1829 met die van (waarnemend) directeur-generaal van financiën.
In 1836 volgde uiteindelijk Reijnsts benoeming tot lid van de Raad van Indië, een positie die hij tot 1850 bekleedde, vanaf 1841, na terugkeer van een tweejarig reces in Nederland, als vicepresident van de raad.

### Waarnemend gouverneur-generaal van Nederlands-Indië
Na de onverwachte dood van gouverneur-generaal Merkus was Jan Cornelis Reijnst van 5 augustus 1844 tot 30 september 1845 waarnemend gouverneur-generaal van Nederlands-Indië.
Belangrijke gebeurtenissen in zijn bestuursperiode als G-G zijn onder andere het verbod op het inwisselen van papiergeld tegen zilver, dit om een dreigende crisis bij de Javasche Bank te voorkomen.
Reijnst gaf als gouverneur-generaal verschillende decreten uit om de Nederlandse invloedssfeer in de Buitengewesten te vergroten, waarbij de politiek van onthouding van militair ingrijpen in de inlandse vorstendommen werd opgegeven.
Deze verandering van politiek werd mede ingegeven door de verhoogde activiteit van de Engelsen (Brooke) op de noordkust van Borneo.
Nadat Reijnst in 1850 ambteloos burger was geworden hield hij zich bezig met filantropisch werk: zo richtte hij in 1851 een jongensweeshuis op in Soerabaja.

## Privéleven

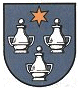
Wapenschild van de Familie Reynst

Op 6 juli 1828 trouwde Reijnst met Catherina Geertruida Scherpingh (Deventer 1805- Batavia 1831), weduwe van majoor der artillerie Johannes Baptiste Nicolaus Theunissen. Zij had uit haar eerste huwelijk al een dochter: Louise Johanna Batiste Charlotte Theunissen Reijnst (1827-1861).

Uit dit huwelijk werden een dochter (Catharina Geertruida) en een zoon (Pieter Hendrik) geboren; de eerste was de moeder van de schrijver Louis Couperus.

In 1830, nadat hij directeur generaal van financiën was geworden, werd Reijnst benoemd tot ridder in de Orde van de Nederlandse Leeuw.
Op 31 augustus 1840 werden hij en zijn nakomelingen, tijdens zijn reces in Nederland, in de adelstand verheven en verkregen hij en zijn nakomelingen in de mannelijke lijn het predicaat jonkheer / jonkvrouw; zijn stiefdochter Louise Theunissen Reijnst werd in 1842 opgenomen in de Nederlandse adel, ook met het predicaat jonkvrouw.

In 1845, nadat hij gouverneur-generaal was geweest, volgde zijn bevordering tot Commandeur in de Orde van de Nederlandse Leeuw.

Ten slotte werd hij, na beëindiging van zijn ambtelijke loopbaan, in 1851 benoemd tot Commandeur in de orde van het Legioen van Eer.
Jan Cornelis van Reijnst is de auteur van 'Iets over het inlandsch bestuur in de Binnenlanden van Palembang aldus bevonden in 1822' verschenen in het Tijdschrift voor Nederlandsch-Indië, eerste jaargang I, Batavia 1838, en 'Beschrijving van een plan ter verfraaiing van de hoofdplaatsen op Java' (1838).

Reijnst is op 11 oktober 1871 in Den Haag overleden.
Gouverneur-generaal van de VOC

Both · 
Gerard Reynst · 
Reael · 
Coen · 
Carpentier · 
Coen · 
Specx · 
Brouwer · 
Van Diemen · 
Van der Lijn · 
Carel Reyniersz · 
Maetsuycker · 
Rijcklof van Goens · 
Speelman · 
Camphuys · 
Van Outhoorn · 
Van Hoorn · 
Van Riebeeck · 
Van Swol · 
Zwaardecroon · 
De Haan · 
Durven · 
Van Cloon · 
Patras · 
Valckenier · 
Thedens · 
Van Imhoff · 
Mossel · 
Van der Parra · 
Van Riemsdijk · 
De Klerk · 
Alting

 

Gouverneur-generaal van staatswege

Van Overstraten · 
Siberg · 
Wiese · 
Daendels · 
(Britse interventie: Raffles en Fendall) · 
Van der Capellen · 
De Kock · 
Du Bus de Gisignies · 
Van den Bosch · 
Baud · 
De Eerens · 
Van Hogendorp · 
Merkus · 
Jan Reijnst · 
Rochussen · 
Duymaer van Twist · 
Pahud · 
Prins · 
Sloet van de Beele · 
Prins · 
Mijer · 
Loudon · 
Van Lansberge · 
s'Jacob · 
Van Rees · 
Pijnacker Hordijk · 
Van der Wijck · 
Rooseboom · 
Van Heutsz · 
Idenburg · 
Van Limburg Stirum · 
Fock · 
De Graeff · 
De Jonge · 
Tjarda van Starkenborgh Stachouwer
- Biografisch Portaal: 00002734
- Digitale Bibliotheek voor de Nederlandse Letteren: reyn025
- International Standard Name Identifier: 0000 0003 9188 507X
- Nederlandse Thesaurus van Auteursnamen: 069895708
- Virtual International Authority File: 285818280
- WorldCat: E39PBJht6PF97mTYXV8CmGDDv3